# Irma Chávez Cruz
Irma Juana Chávez Cruz  (Rejogochi, Guachochi, 26 de diciembre de 1990) es activista, corredora, maestra y promotora cultural de la etnia Rarámuri, recibió el premio estatal de la Juventud en 2018 y el premio cultura de resistencia en 2023. 

## Historia
Irma Chávez nacida en una comunidad cercana a Guachochi, proviene de una familia de origen Rarámuri, desde su infancia participó en carreras de distancias largas. 
Estudió la primaria en su comunidad y la secundaria en Basihuare municipio de Guachochi, que quedaba en un trayecto de dos horas caminando. Sus estudios de preparatoria en una escuela de monjas en la ciudad de Guadalajara. 
Por influencia de su abuela que le inculcó el amor por la flora y fauna de la región se integró a los grupos de indígenas que promovían la salud a través de las flores curativas. 
Irma regresó a la ciudad de Chihuahua para continuar con sus estudios universitarios, eligió la carrera de Ingeniería en Ecología que cursó en la Universidad Autónoma de Chihuahua y tiene una maestría en Desarrollo Humano por esa misma Institución. 
En la actualidad imparte talleres lingüísticos, culturales y deportivos en diversas comunidades de Chihuahua, enfocándose en las infancias Rarámuris. 

## Trayectoria
Irma Chávez a la par de sus actividades educativas practicaba carreras a larga distancia, inició en las cuáles participó como corredora en 2015 en las Olimpiadas indígenas en Brasil y en 2016 corrió el maratón de Boston con traje típico y en huaraches. 
Entre los campeonatos en los que ha participado se encuentran en Nonoava Trail Run, el Maratón Internacional de la Ciudad de México, el Ultra Maratón de los Cañones en Guachochi y el Campeonato Nacional de Montaña, en San José, Costa Rica, entre otros.
En 2023 fue parte del equipo especializado de atletismo que participó en los juegos Mundiales Máster de Pueblos Indígenas. 

## Activismo
Como parte de su lucha busca que las mujeres rarámuris participen en áreas políticas y sociales de sus pueblos originarios. Es promotora de la Arihueta juego tradicional autóctono que es patrimonio de su comunidad,  Trabaja de la mano de la Asociación Estatal de Juegos y Deportes Autóctonos y tradicionales del Estado de Chihuahua,  por la conservación de las tradiciones y deportes autóctonos del Estado. 
De manera activa, realiza incidencia y trabajo para preservaciónr la cultura, lengua y tradiciones Rarámuris.

“Es una actividad muy interesante porque todos los niños tenemos miedo de escribir en rarámuri; yo también tuve miedo y esa es la idea: generar también el amor propio, el amor a la cultura y queremos que se enamoren de sus propias tradiciones porque es tan importante como el español, el francés, el inglés”.
Irma Chávez.

Irma Chávez Cruz también ha tenido participación política al ser gobernadora de Siriame Comunidad Rarámuri, también es considerada una luchadora social de las mujeres al ser integrante de la red de mujeres indígenas en 2022. 

## Reconocimientos
- Premio Estatal de la Juventud en la categoría de fortalecimiento a la cultura indígena. [14]
- Premio Cultura de Resistencia que reconoce a ciudadanos proactivos y creativos cuyo trabajo está relacionado con el cambio positivo. [15]